# Tropical Airplay
La lista Tropical Airplay (anteriormente conocida como Tropical/Salsa y Tropical Songs ) es una lista de récords publicada por la revista Billboard presentada en 1994. La primera canción número uno en la lista fue "Quién eres tú" de Luis Enrique. Originalmente, las clasificaciones en la lista estaban determinadas por la cantidad de reproducción que recibía una canción en las estaciones de radio que tocaban principalmente música tropical, es decir, música que se originaba en las áreas de habla hispana del Caribe, como salsa, merengue, bachata, cumbia, vallenato y fusiones tropicales. Cualquier canción, independientemente de su género, era elegible para la lista si recibía suficiente difusión del panel de estaciones de radio de música tropical que se estaban monitoreando.
Billboard revisó la metodología del gráfico en enero de 2017. Desde el 21 de enero de 2017, la tabla Tropical Airplay mide la reproducción en el aire en función de las impresiones de la audiencia sobre canciones de música tropical en aproximadamente 140 estaciones de radio de música latina. Las impresiones de la audiencia se basan no solo en la frecuencia con la que se reproduce una canción según lo monitoreado por Nielsen BDS, sino también en las calificaciones de las estaciones monitoreadas en el momento en que se reproducen las canciones según lo medido por Nielsen Audio. Con el cambio, la lista se redujo de una lista de las 40 mejores canciones a 25. La canción número uno actual es "La Bachata" de Manuel Turizo.

## Récords

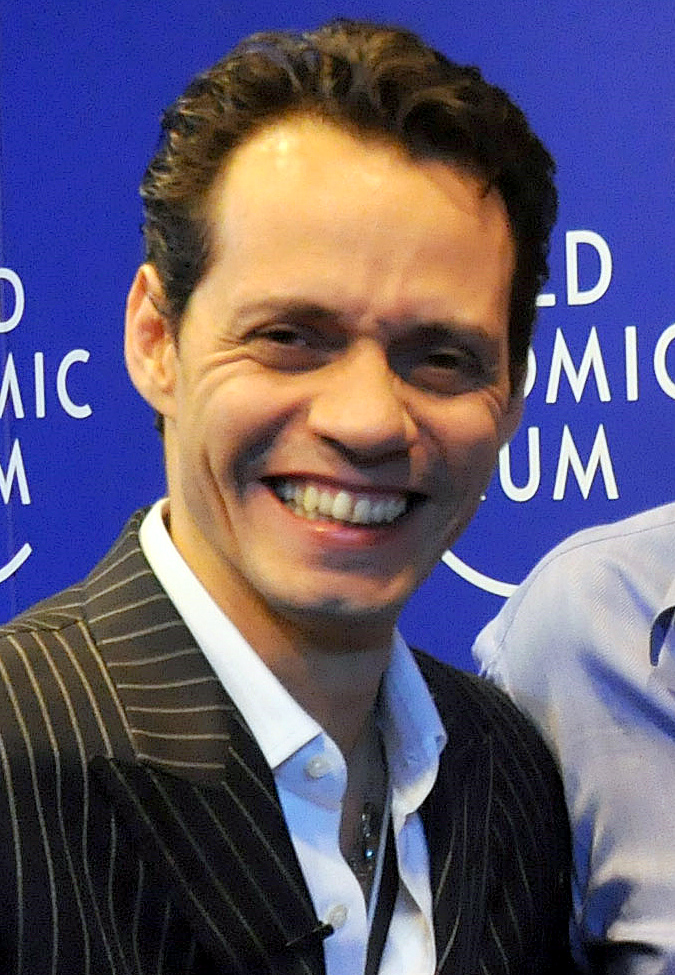
Marc Anthony tiene la mayor cantidad de canciones número uno, con 35 entre 1995 y 2022.

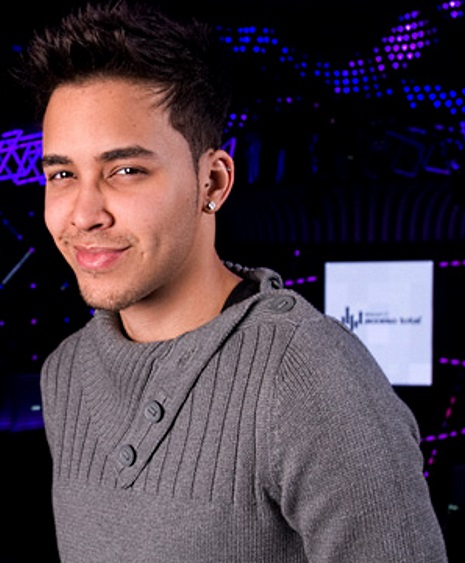
"Carita de Inocente" de Prince Royce es la canción número uno de mayor duración con 29 semanas.

| Número de sencillos | Artista             | Lapso     | Número uno más largo                                                                                      | Ref.   |
| ------------------- | ------------------- | --------- | --- | ------ |
| 35                  | Marc Anthony        | 1995-2022 | "De Vuelta Pa' La Vuelta" (con Daddy Yankee ) (2020) – 22 semanas                                         | [ 5 ]  |
| 29                  | Víctor Manuelle     | 1996-2021 | "Tengo Ganas" (2004) - 13 semanas                                                                         | [ 6 ]  |
| 22                  | Prince Royce        | 2010-2022 | "Carita de Inocente" (2020) – 29 semanas                                                                  | [ 7 ]  |
| 16                  | Romeo Santos        | 2011-2022 | "Centavito" (2018), "La Mejor Versión de Mi" (remix) (Natti Natasha con Romeo Santos) (2019) – 15 semanas | [ 8 ]  |
| 14                  | Gilberto Santa Rosa | 1996-2010 | "Conteo Regresivo" (2007) - 12 semanas                                                                    | [ 9 ]  |
| 14                  | Elvis Crespo        | 1998-2016 | "Suavemente" (1998) - 9 semanas                                                                           | [ 10 ] |
| 13                  | Jerry Rivera        | 1996-2016 | Ese (1999) - 8 semanas                                                                                    | [ 11 ] |
| 11                  | Juan Luis Guerra    | 1998-2014 | "Las Avispas" (2004) – 10 semanas                                                                         | [ 12 ] |
| 10                  | Don Omar            | 2005-2022 | " Danza Kuduro " (2010) – 18 semanas                                                                      | [ 13 ] |

### Artistas con más éxitos entre los diez primeros
| Total | Artista             | Fuente       |
| ----- | ------------------- | ------------ |
| 62    | Víctor Manuelle     | [ 6 ] [ 14 ] |
| 51    | Marc Anthony        | [ 5 ]        |
| 35    | Gilberto Santa Rosa | [ 9 ]        |
| 34    | Daddy Yankee        | [ 15 ]       |
| 32    | Elvis Crespo        | [ 10 ]       |
| 30    | Prince Royce        | [ 16 ]       |
| 26    | Don Omar            | [ 17 ]       |
| 25    | Romeo Santos        | [ 18 ]       |
| 23    | Carlos Vives        | [ 19 ]       |

### Canciones con más semanas en el número uno
| Año  | Sencillo                       | Intérprete(s)                | Semanas en el No. 1 | Ref.   |
| ---- | ------------------------------ | ---------------------------- | ------------------- | ------ |
| 2020 | Carita de Inocente             | Prince Royce                 | 29                  | [ 20 ] |
| 2024 | Si antes te hubiera conocido   | Karol G                      | 27                  | [ 20 ] |
| 2021 | De Vuelta Pa La Vuelta         | Daddy Yankee y Marc Anthony  | 22                  | [ 20 ] |
| 2019 | Inmortal                       | Aventura                     | 18                  | [ 20 ] |
| 2010 | Danza Kuduro                   | Don Omar con Lucenzo         | 18                  | [ 20 ] |
| 2019 | La Mejor Versión de Mí (remix) | Natti Natasha y Romeo Santos | 15                  | [ 20 ] |
| 2018 | Centavio                       | Romeo Santos                 | 15                  | [ 20 ] |
| 2010 | Dile al Amor                   | Aventura                     | 15                  | [ 20 ] |
| 2004 | Perdidos                       | Monchy y Alexandra           | 15                  | [ 20 ] |
| 2017 | Bailame                        | Nacho                        | 14                  | [ 20 ] |
| 2013 | Propuesta Indecente            | Romeo Santos                 | 14                  | [ 20 ] |
| 2022 | La bachata                     | Manuel Turizo                | 14                  | [ 20 ] |
| 2023 | El merengue                    | Marshmello y Manuel Turizo   | 14                  | [ 20 ] |
| 2006 | Que precio tiene el cielo      | Marc Anthony                 | 13                  | [ 20 ] |
| 2004 | Tengo Ganas                    | Víctor Manuelle              | 13                  | [ 20 ] |
| 2021 | Volvi                          | Aventura y Bad Bunny         | 13                  | [ 20 ] |
| 2018 | Oye Mujer (Electrocumbia)      | Raymix                       | 12                  | [ 20 ] |
| 2009 | Por un Segundo                 | Aventura                     | 12                  | [ 20 ] |
| 2007 | Te quiero                      | Flex                         | 12                  | [ 20 ] |
| 2007 | Conteo Regresivo               | Gilberto Santa Rosa          | 12                  | [ 20 ] |
| 2002 | Sedúceme                       | La India                     | 12                  | [ 20 ] |
| 2017 | Deja vu                        | Prince Royce y Shakira       | 11                  | [ 20 ] |
| 2013 | Vivir Mi Vida                  | Marc Anthony                 | 11                  | [ 20 ] |
| 1999 | Pero dile                      | Víctor Manuelle              | 11                  | [ 20 ] |
| 2001 | Celos                          | Marc Anthony                 | 11                  | [ 20 ] |
| 2009 | Yo No Sé Mañana                | Luis Enrique                 | 11                  | [ 20 ] |

### Las diez mejores canciones de todos los tiempos (1994-2018)
En 2017, la revista Billboard compiló una clasificación de las 20 canciones con mejor desempeño en la lista desde su creación en 1994. La tabla se basa en la mayor cantidad de semanas que la canción pasó en la parte superior de la lista. Para las canciones con la misma cantidad de semanas en el número uno, se clasifican por la mayoría de las semanas entre las diez primeras, seguidas por la mayoría de las semanas totales en la lista. El top 20 se actualizó al año siguiente.
| Puesto | Sencillo                  | Artista(s)           | Año #1 | Duración #1       |        |
| ------ | ------------------------- | -------------------- | ------ | ----------------- | ------ |
| 1.     | Danza Kuduro              | Don Omar con Lucenzo | 2010   | #1 por 18 semanas | [ 21 ] |
| 2.     | Dile al Amor              | Aventura             | 2010   | #1 por 15 semanas | [ 21 ] |
| 3.     | Perdidos                  | Monchy y Alexandra   | 2004   | #1 por 15 semanas | [ 21 ] |
| 4.     | Propuesta Indecente       | Romeo Santos         | 2013   | #1 por 14 semanas | [ 21 ] |
| 5.     | Que precio tiene el cielo | Marc Anthony         | 2006   | #1 por 13 semanas | [ 21 ] |
| 6.     | Tengo Ganas               | Víctor Manuelle      | 2004   | #1 por 13 semanas | [ 21 ] |
| 7.     | Conteo Regresivo          | Gilberto Santa Rosa  | 2007   | #1 por 12 semanas | [ 21 ] |
| 8.     | Te Quiero                 | Flex                 | 2008   | #1 por 12 semanas | [ 21 ] |
| 9.     | Sedúceme                  | La India             | 2002   | #1 por 12 semanas | [ 21 ] |
| 10     | Por un Segundo            | Aventura             | 2009   | #1 por 12 semanas | [ 21 ] |

### Canciones número uno del año de Tropical Airplay
- 1995: "Te Conozco Bien" de Marc Anthony
- 1996: "Ironía" de Frankie Ruiz
- 1997: "Inolvidable" de Frankie Negrón
- 1998: "Suavemente" de Elvis Crespo
- 1999: "El Niágara en Bicicleta" de Juan Luis Guerra
- 2000: "A Puro Dolor" de Son by Four
- 2001: "Me Da Lo Mismo" de Víctor Manuelle
- 2002: "La Agarro Bajando" de Gilberto Santa Rosa
- 2003: "Sedúceme" de La India
- 2004: "Tengo Ganas" de Víctor Manuelle
- 2005: "Lo Que Pasó, Pasó" de Daddy Yankee
- 2006: "Qué precio tiene el cielo" de Marc Anthony
- 2007: "Mi Corazón" de Aventura
- 2008: "Te Quiero" de Flex
- 2009: "Por un Segundo " de Aventura
- 2010: "Dile al Amor" de Aventura
- 2011: "Danza Kuduro " de Don Omar con Lucenzo
- 2012: "Incondicional " de Prince Royce
- 2013: "Vivir Mi Vida" de Marc Anthony

### Gráficos de fin de década
- Años 2000: "Qué Precio Tiene el Cielo" de Marc Anthony[23]